# Edifici Fòrum
L'Edifici Fòrum è un punto di riferimento architettonico di Barcellona progettato dagli architetti svizzeri Herzog & de Meuron.
L'edificio è di forma triangolare e misura 180 metri per lato e 25 metri di altezza e si trova alla fine dell'Avinguda Diagonal all'incrocio con la Ronda Litoral.
È stato il simbolo del controverso Forum Universale delle Culture del 2004 e le gravi inefficienze emerse durante la sua costruzione sono state ampiamente trattate dalla stampa nazionale ed estera, tanto che l'edificio è diventato oggetto di battaglie politiche, con richieste di spiegazione da parte dei partiti di opposizione nel Consiglio di Barcellona e nel Parlamento della Catalogna sull'elevato costo dell'opera (circa 134 milioni di euro).
L'edificio dispone di un auditorium con una capienza di 3.200 posti e di una sala espositiva di quasi 5.000 metri quadrati.
Dal 2011 l'edificio ospita il Museo di scienze naturali di Barcellona.